# ۲۰۱۸

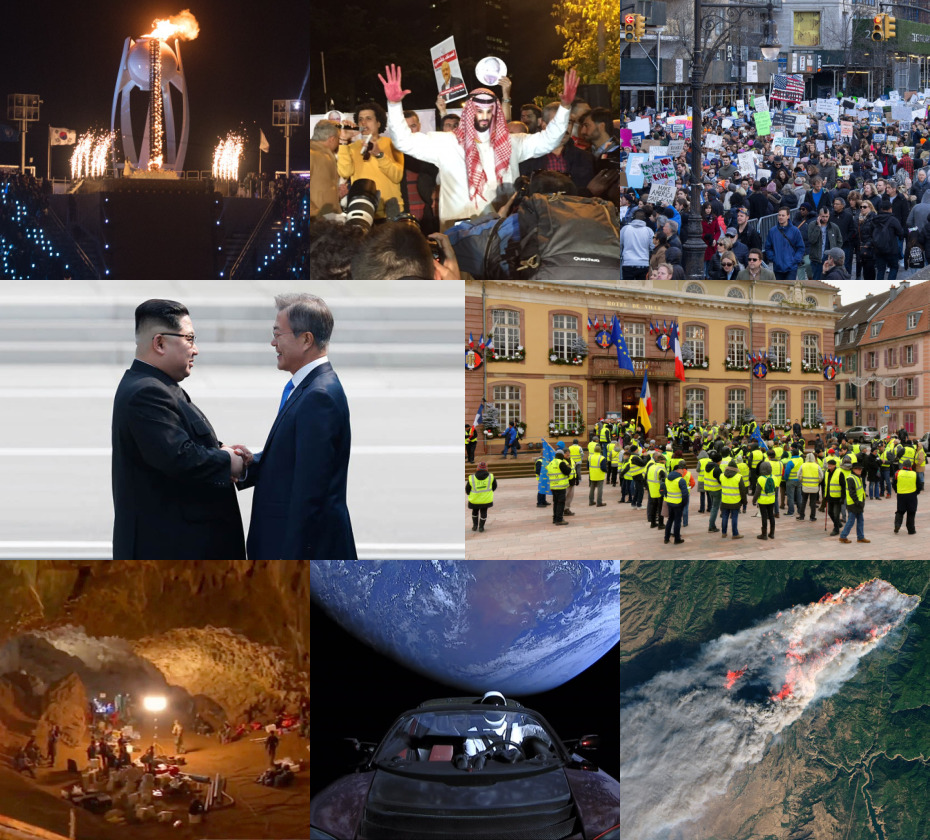

۲۰۱۸ دو هزار و هجدهمین سال گاه‌شماری میلادی است.

## مناسبت‌ها
- جام جهانی فوتبال ۲۰۱۸ روسیه
- بازی‌های آسیایی ۲۰۱۸ اندونزی
- بازی‌های المپیک زمستانی ۲۰۱۸

## رویدادها

### آوریل
- ۱۹ آوریل - تظاهرات ضد دولتی ده‌ها هزار کارگر اعتصاب‌کننده راه‌آهن، کارکنان بخش دولتی و دانشجویان در سراسر فرانسه علیه رئیس‌جمهور امانوئل ماکرون. این تظاهرات در اعتراض به برنامه‌های ماکرون پیرامون حذف ضمانت‌های «کار برای زندگی» و نیز حذف امتیازات حقوق بازنشستگی برای کارکنان جدید، برگزار شد.

### مه
- ۵ مه - تظاهرات ضد دولتی ده‌ها هزار نفر از مردم فرانسه با عنوان «جشنی برای ماکرون» علیه سیاست‌های اقتصادی امانوئل ماکرون.

- ۸ مه - اعلام رسمی خروج آمریکا از برجام توسط دونالد ترامپ رئیس‌جمهور ایالات متحده آمریکا

### سپتامبر
- ۲ سپتامبر - آتش‌سوزی موزهٔ ملی برزیل[۱][۲]

- ۲۲ سپتامبر - تیراندازی مراسم رژه در اهواز؛[۳] داعش و مقاومت ملی الاحواز مسئولیت این حمله را بر عهده گرفته‌اند.[۴][۵][۶]

- حادثه نفتکش شرکت ملی نفت ایران (کشتی سانچی).

## زادگان
- ۲۳ آوریل – شاهزاده لویی کمبریج

## درگذشتگان

### ژانویه
- ۲ ژانویه

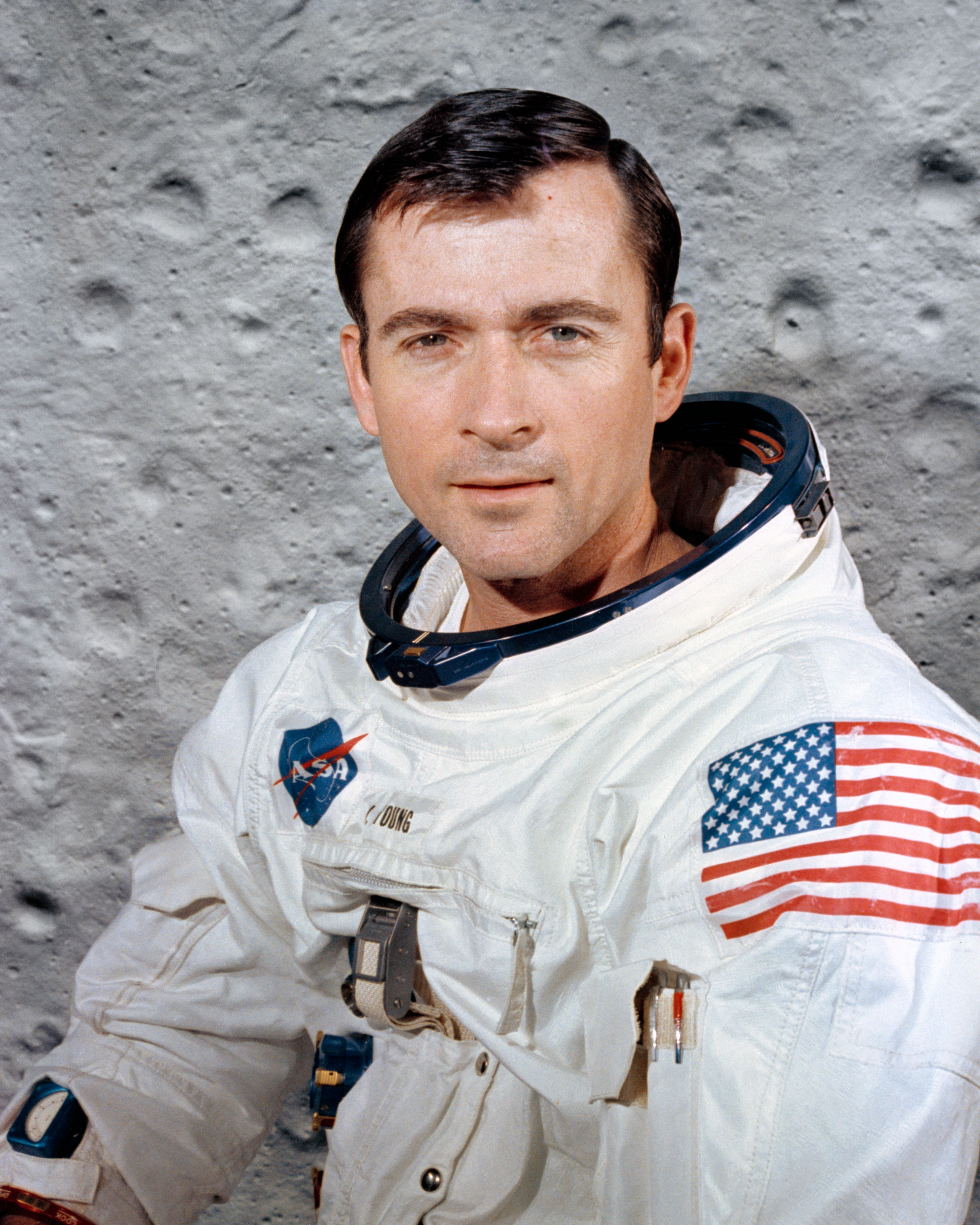
جان یانگ

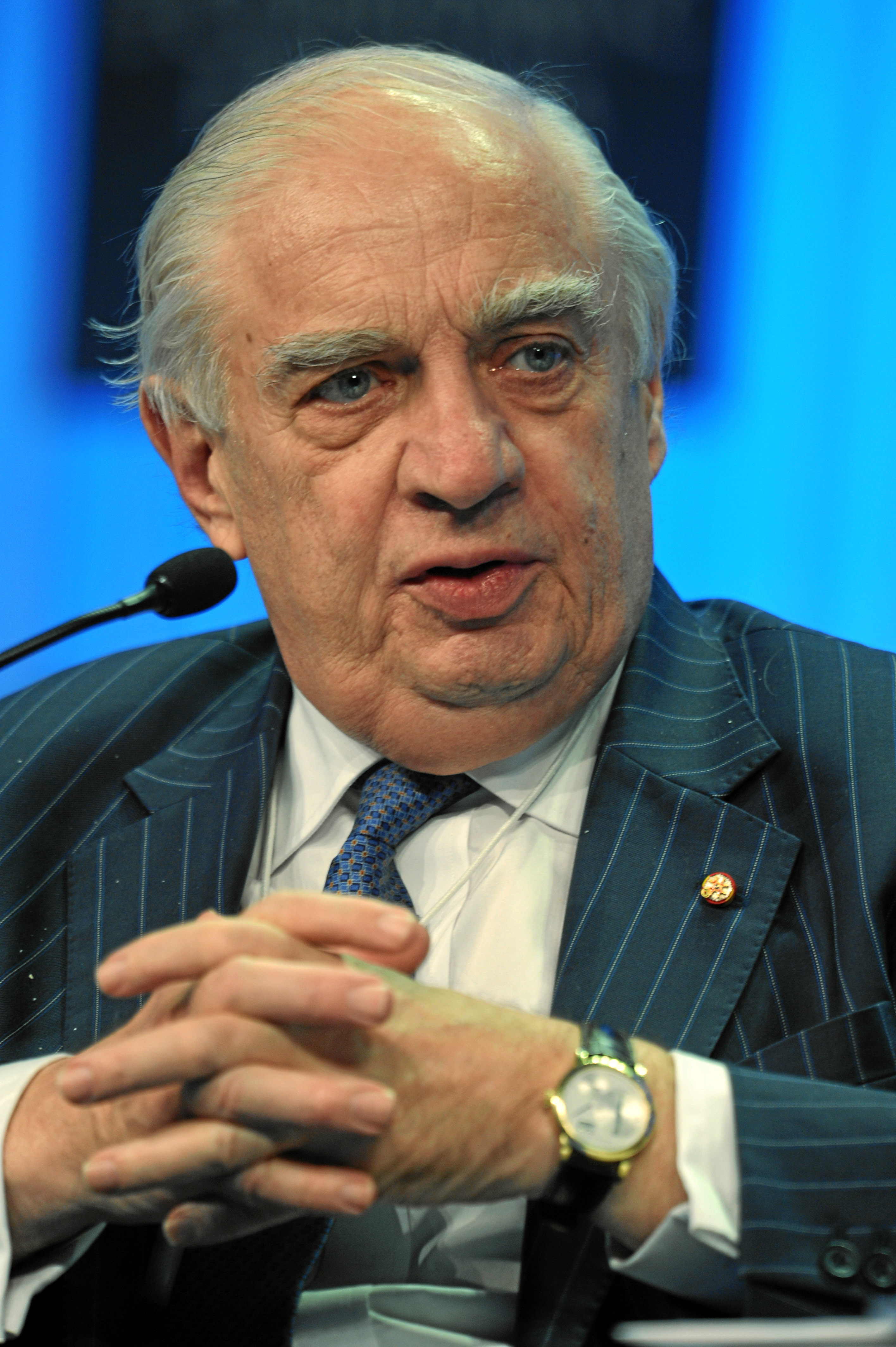
پیتر ساترلند

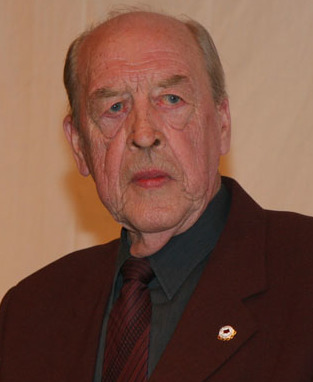
اودوار نوردلی

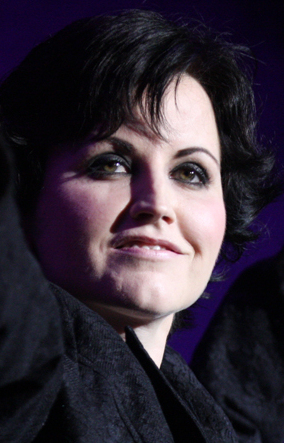
دلارس اریوردن

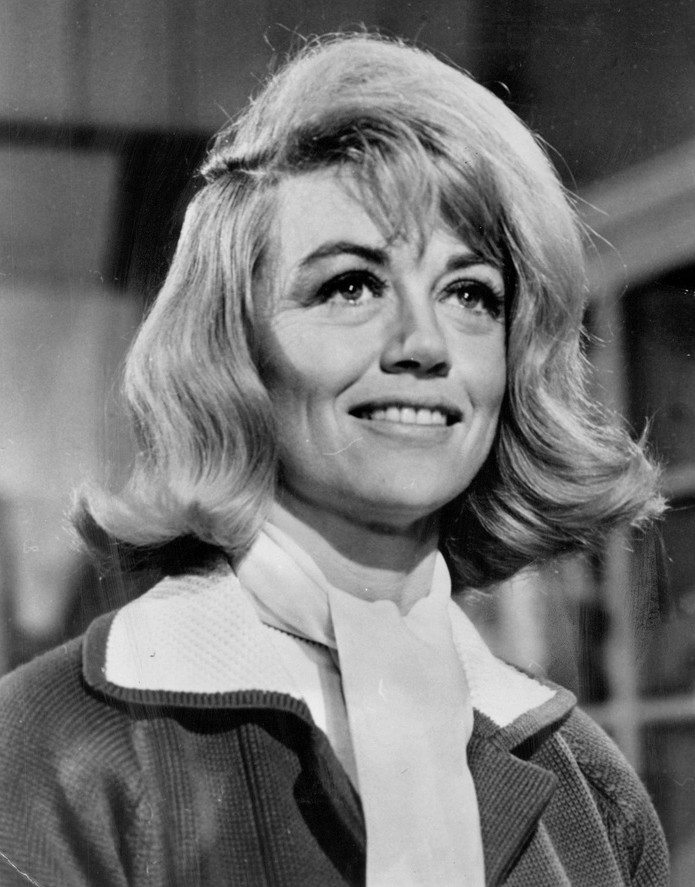
دوروتی مالون

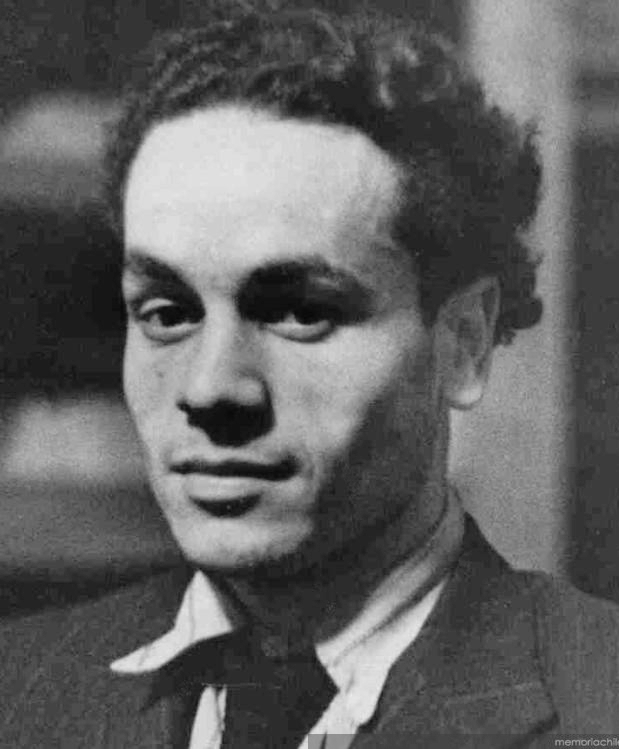
نیکانور پارا

  - تامس اس. مانسن، رهبر مذهبی و نویسنده آمریکایی (زادهٔ ۱۹۲۷)
- ۵ ژانویه
  - جان یانگ، فضانورد آمریکایی (زادهٔ ۱۹۳۰)
  - آنتونیو آنجلیلو. فوتبالیست آرژانتینی (زادهٔ ۱۹۳۷)
  - جری ون دایک، هنرپیشه اهل ایالات متحده آمریکا (زادهٔ ۱۹۳۱)
- ۷ ژانویه
  - فرانس گال، خوانندهٔ فرانسوی (زادهٔ ۱۹۴۷)
  - پیتر ساترلند، تاجر و سیاستمدار ایرلندی (زادهٔ ۱۹۴۶)
- ۸ ژانویه
  - خوان کارلوس گارسیا، بازیکن فوتبال اهل هندوراس (زادهٔ ۱۹۸۸)
  - جرج ماکسول ریچارد، چهارمین رئیس‌جمهور ترینیداد و توباگو (زادهٔ ۱۹۳۱)
- ۹ ژانویه
  - اودوار نوردلی، بیست و یکمین نخست‌وزیر نروژ (زادهٔ ۱۹۲۷)
- ۱۴ ژانویه
  - دن گرنی، راننده مسابقه اهل ایالات متحده آمریکا (زادهٔ ۱۹۳۱)
  - سیریل ریجیس. فوتبالیست انگلیسی (زاده ۱۹۵۸)
- ۱۵ ژانویه
  - دلارس اریوردن، آهنگساز ایرلندی (زادهٔ ۱۹۷۱)
- ۱۶ ژانویه
  - برادفورد دیلمن، هنرپیشه آمریکایی (زادهٔ ۱۹۳۰)
- ۱۸ ژانویه
  - اکس‌اکس‌اکس تنتاسیون، رپر، خواننده و ترانه‌نویس آمریکایی (زادهٔ ۱۹۹۸)
- ۱۹ ژانویه
  - دوروتی مالون، هنرپیشه آمریکایی (زادهٔ ۱۹۲۴)
- ۲۰ ژانویه
  - پل بوکوز، آشپز اهل فرانسه (زادهٔ ۱۹۲۶)
- ۲۱ ژانویه
  - کانی سایر، هنرپیشه اهل ایالات متحده آمریکا (زادهٔ ۱۹۱۲)
- ۲۲ ژانویه
  - اورسولا لو گویین، رمان‌نویس آمریکایی (زادهٔ ۱۹۲۹)
- ۲۳ ژانویه
  - نیکانور پارا، شاعر اهل شیلی (زادهٔ ۱۹۱۴)
- ۲۶ ژانویه
  - الیزابت هاولی، روزنامه‌نگار آمریکایی (زادهٔ ۱۹۲۳)
- ۲۷ ژانویه
  - اینگوار کامپراد، بازرگان و کارآفرین سوئدی (زادهٔ ۱۹۲۶)
- ۲۸ ژانویه
  - جین شارپ، دانشمند علوم سیاسی اهل ایالات متحده آمریکا (زادهٔ ۱۹۲۸)
- ۳۰ ژانویه
  - مارک سالینگ، هنرپیشه اهل ایالات متحده آمریکا (زادهٔ ۱۹۸۲)
  - آزلیو ویچینی، بازیکن و مربی فوتبال اهل ایتالیا (زادهٔ ۱۹۳۳)
  - لوئیس زوریچ، هنرپیشه اهل ایالات متحده آمریکا (زادهٔ ۱۹۲۴)
- ۳۱ ژانویه
  - لئونید کاندنیکو، فضانورد اهل اوکراین (زادهٔ ۱۹۵۱)

### فوریه
- ۲ فوریه

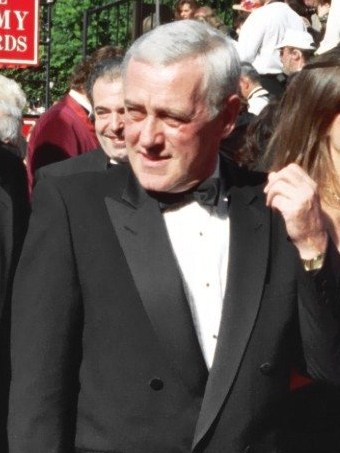
جانی ماهونی

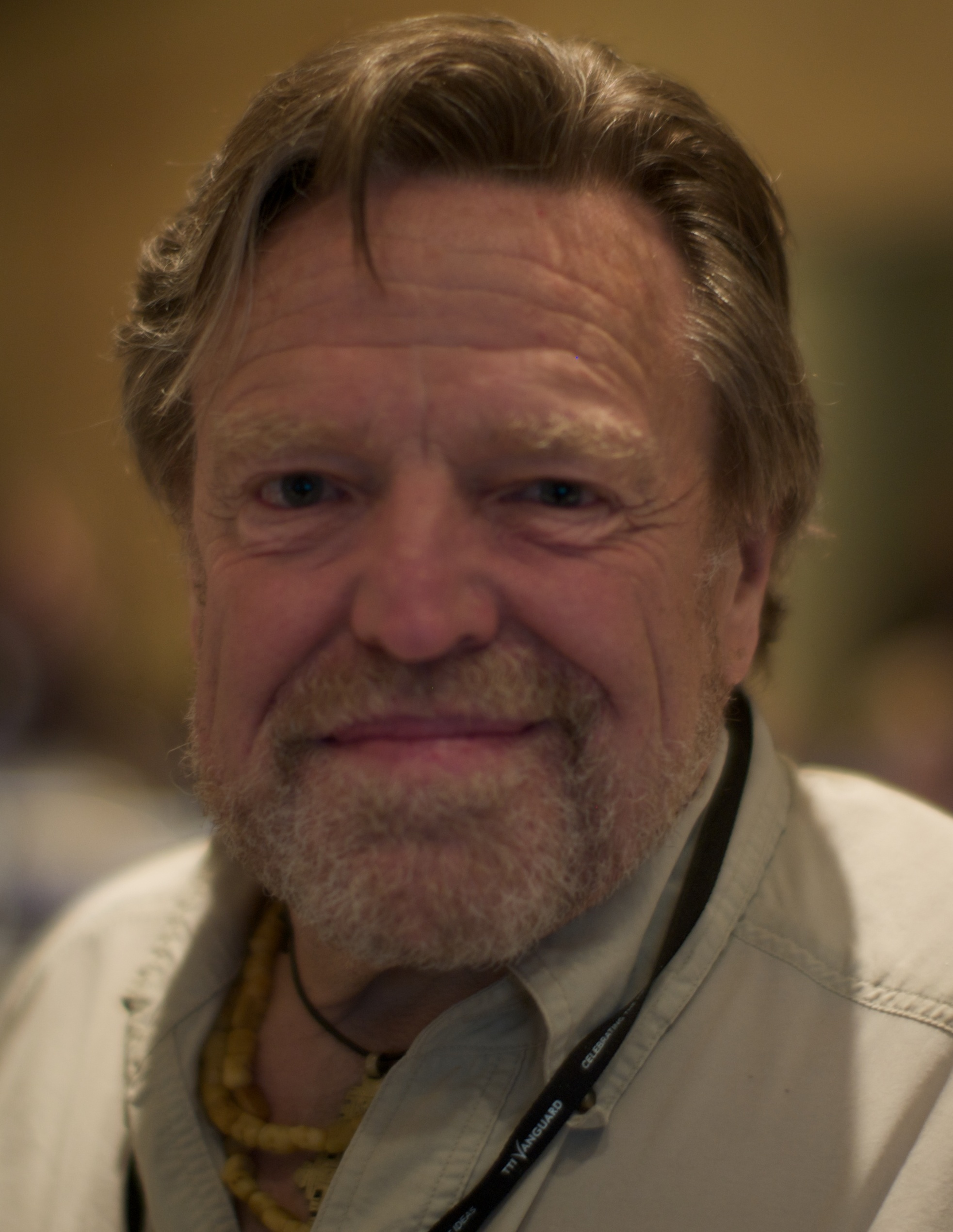
جان پری بارلو

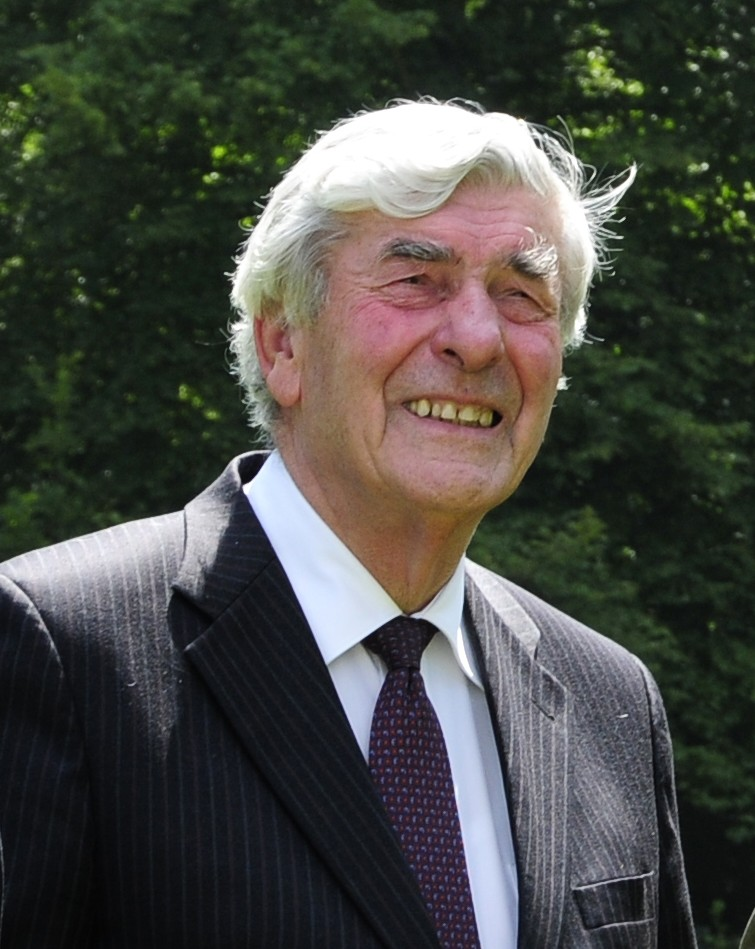
رود لوبرس

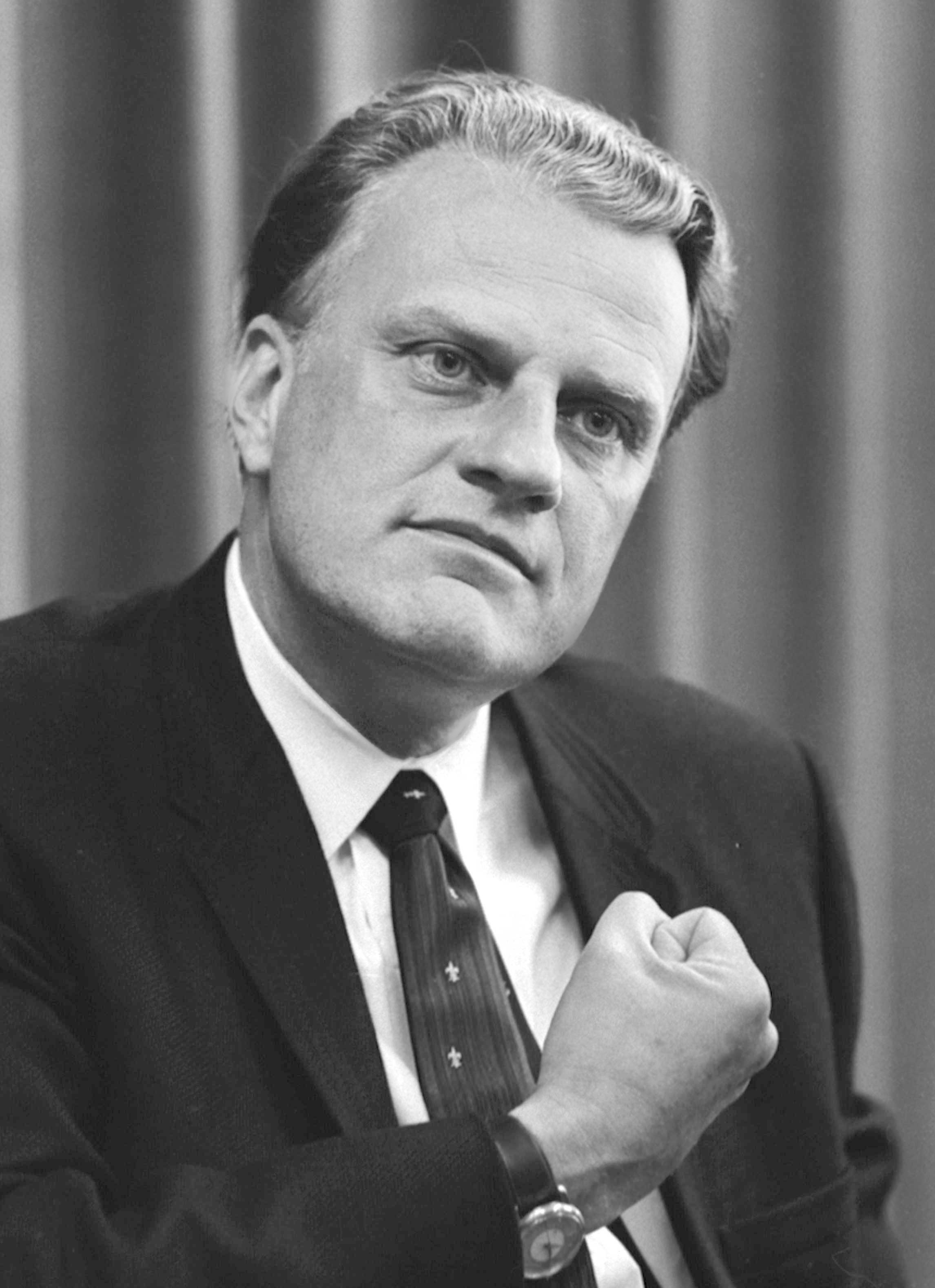
بیلی گراهام

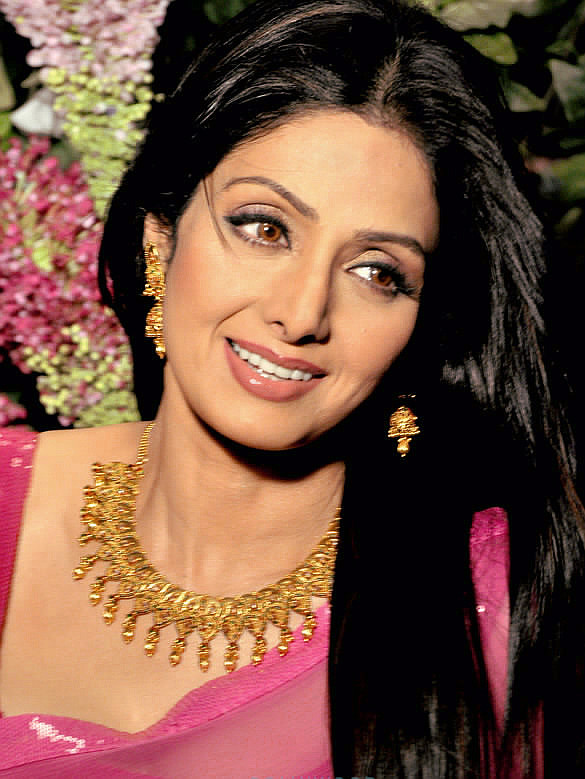
سری دوی

  - جان هانتسمن سینیر، تاجر و بشردوست اهل ایالات متحده آمریکا (زادهٔ ۱۹۳۷)
  - جوزف پلچینسکی، فیزیک‌دان نظری اهل ایالات متحده آمریکا (زادهٔ ۱۹۵۴)
  - اوله تستروپ، هنرپیشه اهل دانمارک (زادهٔ ۱۹۴۸)
- ۴ فوریه
  - آلن بیکر، ریاضیدان بریتانیایی (زادهٔ ۱۹۳۹)
  - جانی ماهونی، هنرپیشه آمریکایی بریتانیایی (زادهٔ ۱۹۴۰)
- ۵ فوریه
  - دونالد لیندن-بل، اخترشناس اهل بریتانیا (زادهٔ ۱۹۳۵)
- ۶ فوریه
  - برنار دارمه، دوچرخه‌سوار اهل فرانسه (ز. ۱۹۴۵)
  - جان پری بارلو، شاعر، مقاله‌نویس و فعال اینترنتی اهل ایالات متحده آمریکا (زادهٔ ۱۹۴۷)
- ۹ فوریه
  - رج ئی. کثی، هنرپیشه اهل ایالات متحده آمریکا (زادهٔ ۱۹۵۸)
  - جان گوین، دیپلمات و هنرپیشه اهل ایالات متحده آمریکا (زادهٔ ۱۹۳۱)
- ۱۰ فوریه

آلن آر. باترزبای، شیمیدان اهل بریتانیا (زادهٔ ۱۹۲۵)
- ۱۱ فوریه

عاصمه جهانگیر، فعال حقوق بشر و حقوق‌دان اهل پاکستان (زادهٔ ۱۹۵۲)
- ۱۳ فوریه

ژوزف بونل، فوتبالیست اهل فرانسه (زادهٔ ۱۹۳۹)
- ۱۴ فوریه
  - رود لوبرس، ۴۷مین نخست‌وزیر هلند (زادهٔ ۱۹۳۹)
  - مورگان چانگیرای، دومین نخست‌وزیر زیمبابوه (زادهٔ ۱۹۵۲)
- ۱۵ فوریه
  - لاسی لو اهرن، هنرپیشه اهل ایالات متحده آمریکا (زادهٔ ۱۹۲۰)
- ۱۸ فوریه
  - گونتر بلوبل، زیست‌شناس آمریکایی-آلمانی برنده نوبل پزشکی (زادهٔ ۱۹۳۶)
  - دیدیه لاک‌وود، نوازندهٔ ویلون جَز اهل فرانسه (زادهٔ ۱۹۵۶)
  - ایدریسا اودرائوگو، کارگردان اهل بورکینافاسو (زادهٔ ۱۹۵۴)
- ۱۹ فوریه

سرگی لیتوینوف، پرتاب‌گر چکش اهل روسیه (زادهٔ ۱۹۵۸)
- ۲۱ فوریه

اما چمبرز، هنرپیشه اهل بریتانیا (زادهٔ ۱۹۶۴)
- - بیلی گراهام، کشیش انجیلی اهل ایالات متحده آمریکا (زادهٔ ۱۹۱۸)
- ۲۲ فوریه
  - ریچارد ادوارد تیلور، فیزیکدان کانادایی برنده نوبل (زادهٔ ۱۹۲۹)
- ۲۳ فوریه
  - لوئیس گیلبرت، کارگردان، فیلم‌نامه‌نویس و تهیه‌کننده اهل بریتانیا (زادهٔ ۱۹۲۰)
- ۲۴ فوریه
  - دوروارد نولز، قایقران قایق بادبانی اهل باهاما (زادهٔ ۱۹۱۷)
  - باد لاکی، بازیگر و انیماتور اهل ایالات متحده آمریکا (زادهٔ ۱۹۳۴)
  - سری دوی، هنرپیشه هندی (زادهٔ ۱۹۶۳)
- ۲۷ فوریه
  - انریکه کاسترو، بازیکن فوتبال اهل اسپانیا (زادهٔ ۱۹۴۹)

### مارس
- ۲ مارس

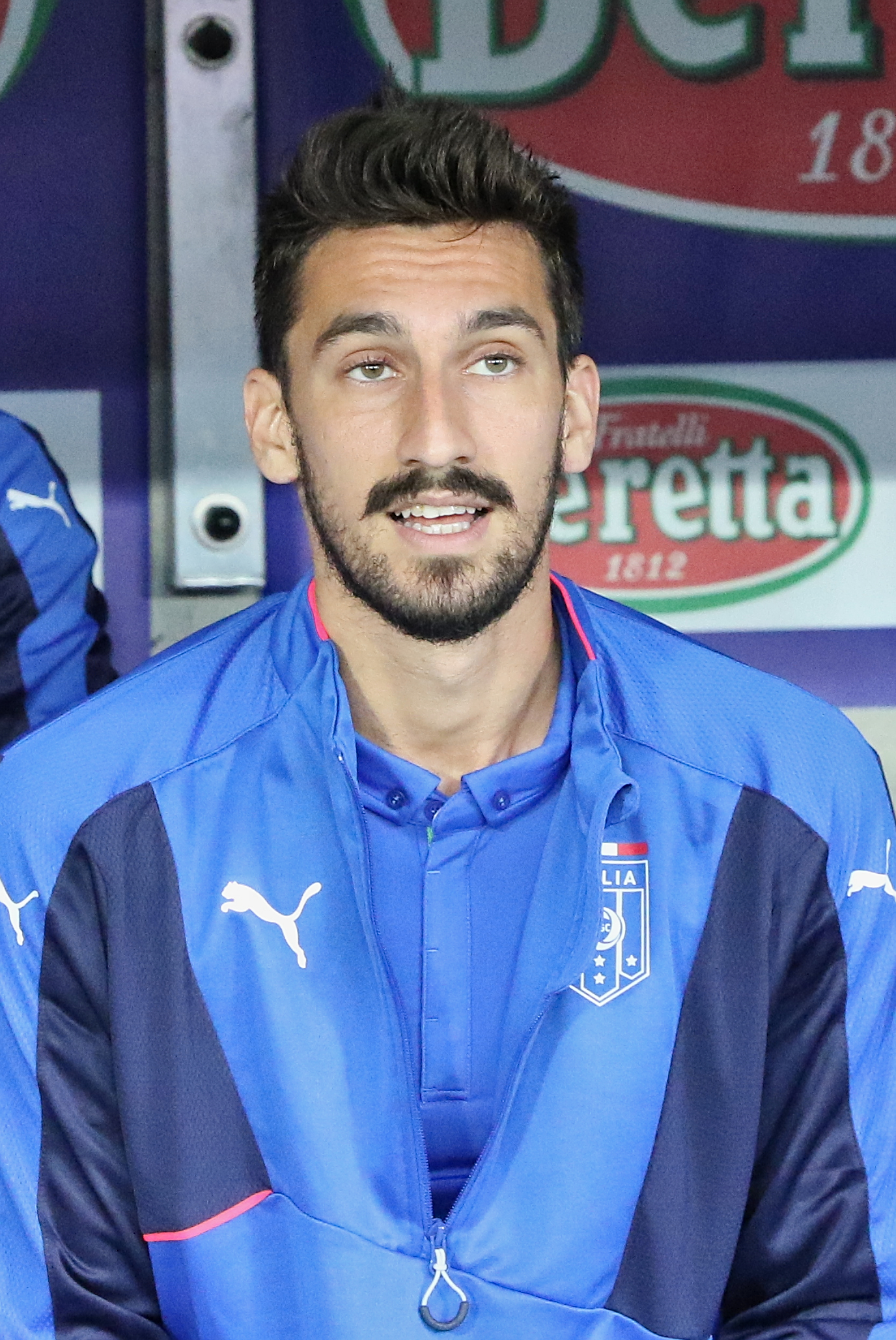
داویده آستوری

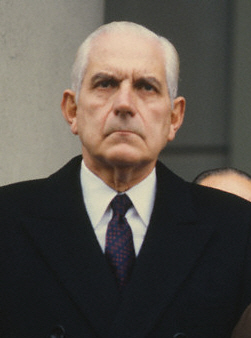
رینالدو بیگنون

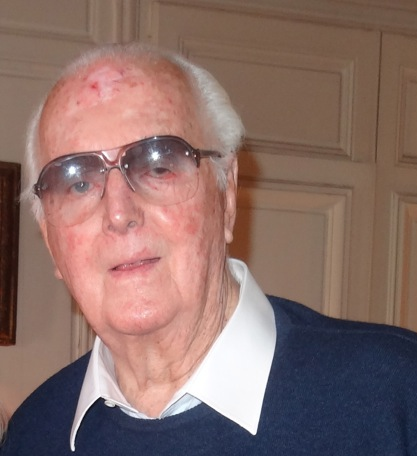
اوبر دو ژیوانشی

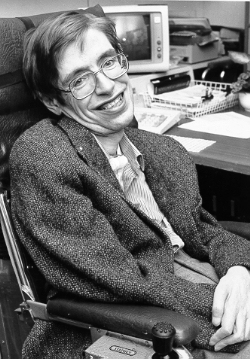
استیون هاوکینگ

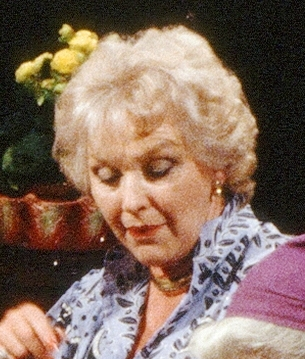
کاترین بویل

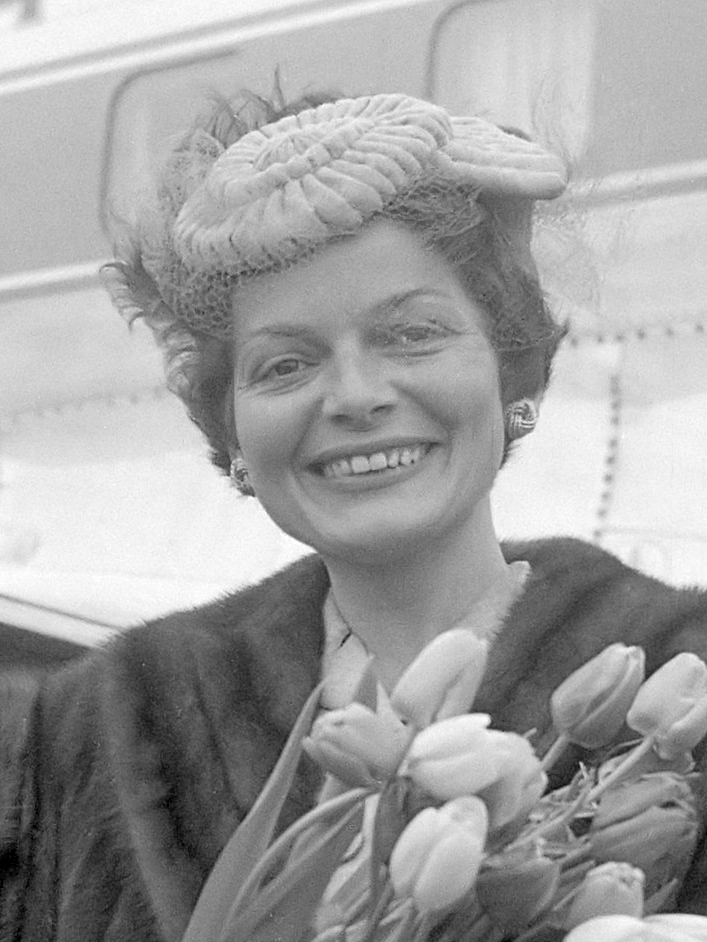
لیس آسیا

  - بیلی هرینگتن، بازیگر پورنوگرافی اهل ایالات متحده آمریکا (زادهٔ ۱۹۶۹)
- ۳ مارس
  - راجر بنیستر، قهرمان دو و پزشک بریتانیایی (زادهٔ ۱۹۲۹)
  - دیوید اوگدن استایرس، بازیگر آمریکایی (زادهٔ ۱۹۴۲)
- ۴ مارس
  - داویده آستوری، بازیکن فوتبال اهل ایتالیا (زادهٔ ۱۹۸۷)
- ۵ مارس

هیدن وایت، مورخ اهل ایالات متحده آمریکا (زادهٔ ۱۹۲۸)
- ۶ مارس
  - جان سالستن، زیست‌شناس بریتانیایی برنده نوبل پزشکی (زادهٔ ۱۹۴۲)
- ۷ مارس
  - رینالدو بیگنون، ۴۵مین رئیس‌جمهور آرژانتین (زادهٔ ۱۹۲۸)
- ۱۰ مارس
  - اوبر دو ژیوانشی، طراح مد فرانسوی (زادهٔ ۱۹۲۷)
- ۱۲ مارس
  - کن فلچ، تنیس‌باز اهل ایالات متحده آمریکا (زادهٔ ۱۹۶۳)
  - اولگ تاباکف، هنرپیشه اهل روسیه (زادهٔ ۱۹۳۵)
- ۱۴ مارس
  - روبن گالوان، بازیکن فوتبال اهل آرژانتین (زادهٔ ۱۹۵۲)
  - استیون هاوکینگ، فیزیکدان نظری، کیهان‌شناس و نویسندهٔ بریتانیایی (زادهٔ ۱۹۴۲)
  - آدریان لامو، تحلیل‌گر تهدید و هکر آمریکایی کلمبیایی (زادهٔ ۱۹۸۱)
- ۲۰ مارس
  - کاترین بویل، هنرپیشه، مجری و نویسنده اهل بریتانیا (زادهٔ ۱۹۲۶)
- ۲۳ مارس

زل میلر، سیاستمدار آمریکایی (زادهٔ ۱۹۳۲)
- ۲۴ مارس
  - خوزه آنتونیو آبرئو، رهبر ارکستر و سیاستمدار اهل ونزوئلا (زادهٔ ۱۹۳۹)
  - لیس آسیا، خوانندهٔ سوئیسی (زادهٔ ۱۹۲۴)
- ۲۷ مارس

استفان اودران، بازیگر فرانسوی (زادهٔ ۱۹۳۲)

### آوریل
- ۱ آوریل

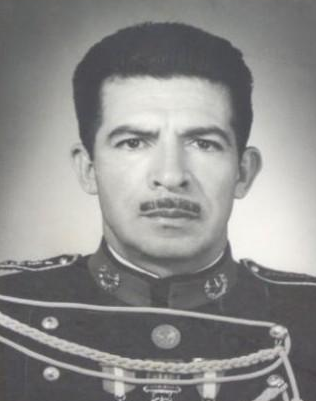
افراین ریوس مونت

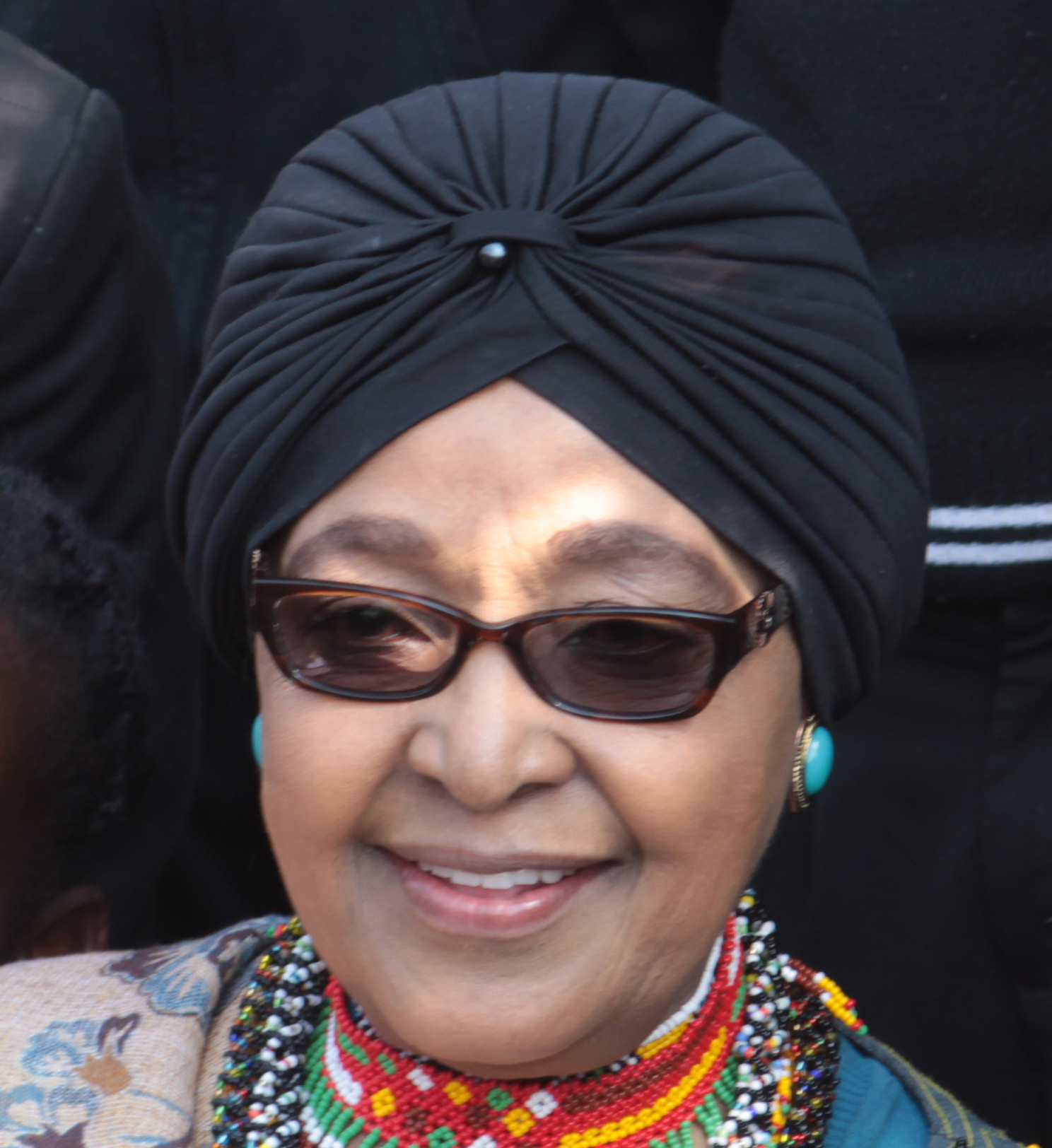
وینی ماندلا

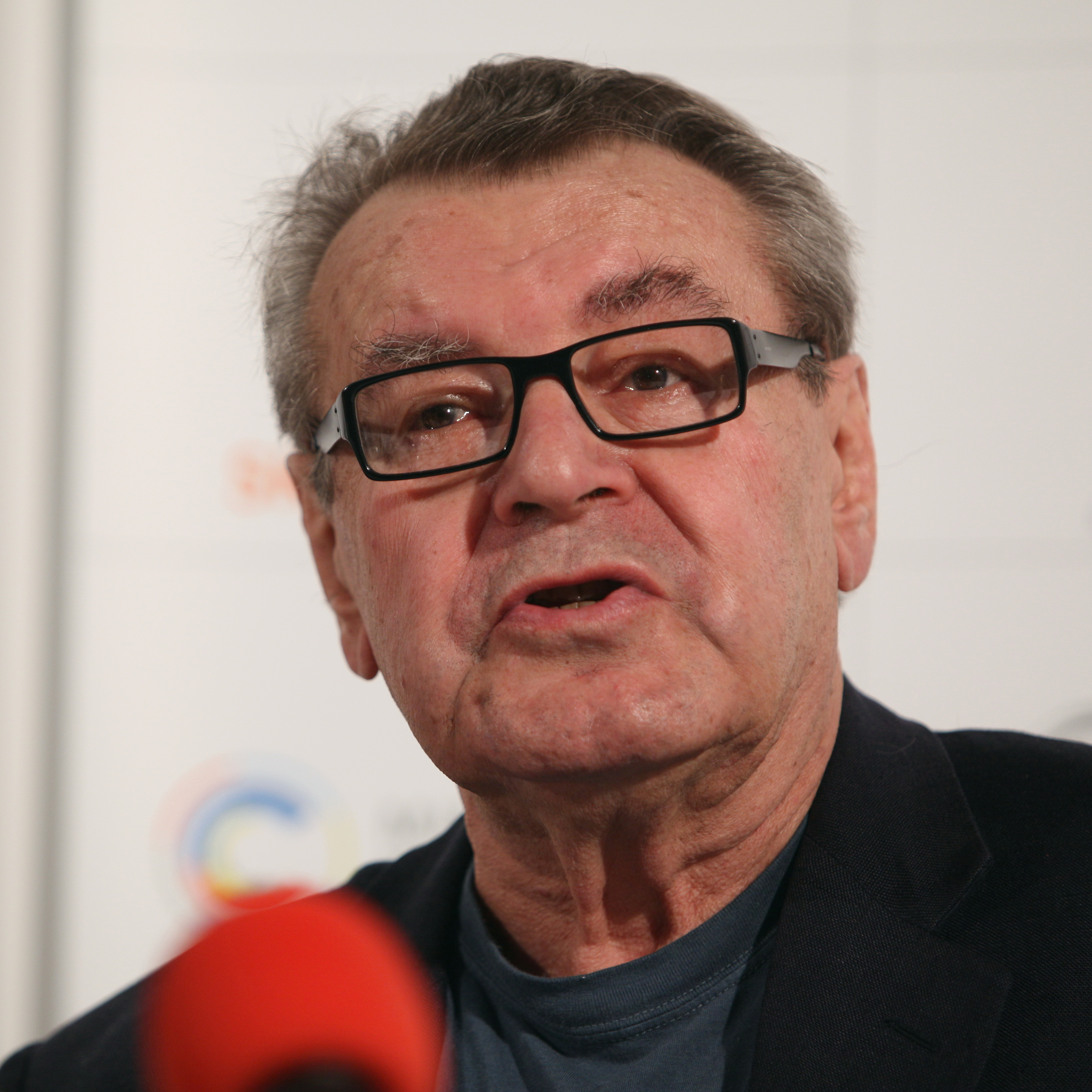
میلوش فورمن

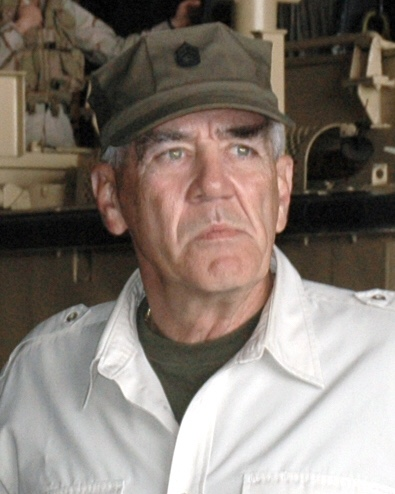
آر لی ارمی

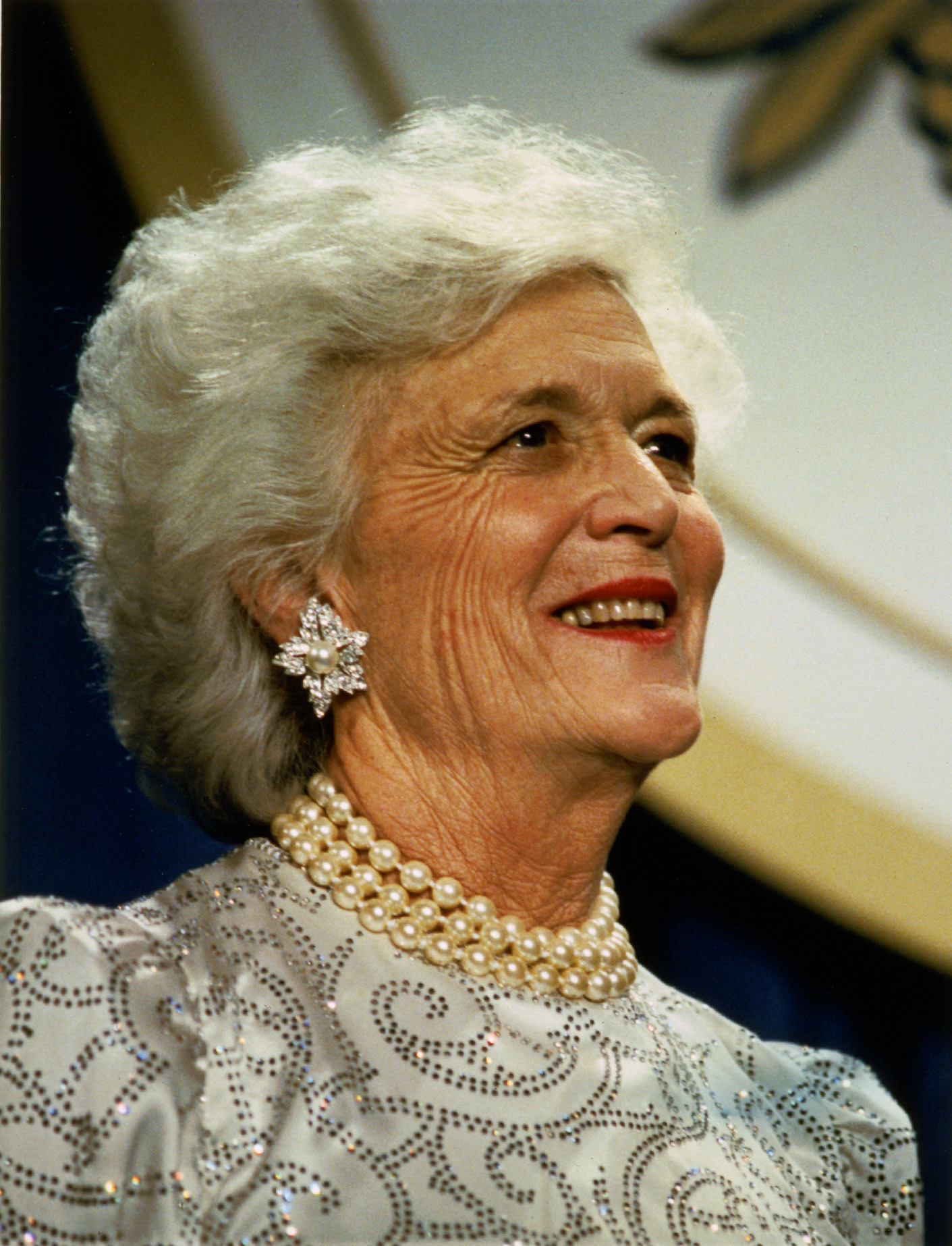
باربارا بوش

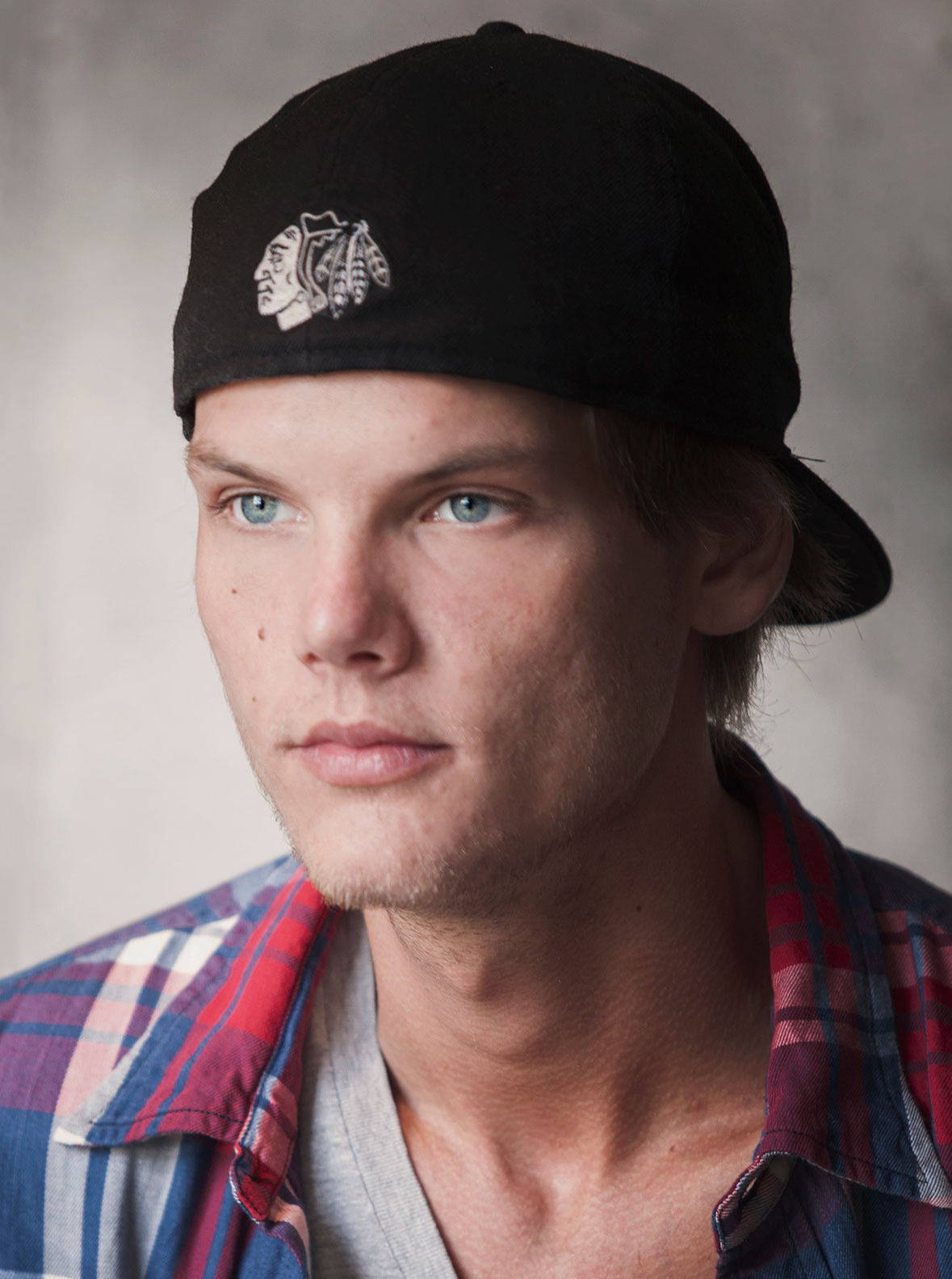
آویچی

  - استیون بوچکو، فیلم‌نامه‌نویس و تهیه‌کننده تلویزیونی اهل ایالات متحده آمریکا (زادهٔ ۱۹۴۳)
  - افراین ریوس مونت، ۲۶مین رئیس‌جمهور گواتمالا (زادهٔ ۱۹۲۶)
- ۲ آوریل
  - موریس هله، زبان‌شناس لتونیایی-آمریکایی (زادهٔ ۱۹۲۳)
  - وینی ماندلا، سیاست‌مدار اهل آفریقای جنوبی (زادهٔ ۱۹۳۶)
- ۴ آوریل

ری ویلکینز، فوتبالیست و مربی انگلیسی (زادهٔ ۱۹۵۶)
- ۵ آوریل
  - ایسائو تاکاهاتا، کارگردان، فیلم‌نامه‌نویس، تهیه‌کننده و انیمیشن‌ساز اهل ژاپن (زادهٔ ۱۹۳۵)
  - سیسیل تیلور، نوازنده پیانو و شاعر اهل ایالات متحده آمریکا (زادهٔ ۱۹۲۹)
- ۶ آوریل
  - دانیل آکاکا، سیاست‌مدار اهل ایالات متحده آمریکا (زادهٔ ۱۹۲۴)
- ۷ آوریل
  - بهرام زند، دوبلور و گوینده ایرانی (زاده ۱۹۴۹)
- ۸ آوریل
  - آندره لروند، فوتبالیست فرانسوی (زاده ۱۹۳۰)
  - چاک مک‌کان، بازیگر آمریکایی (زاده ۱۹۳۴)
- ۹ آوریل
  - پتر گرونبرگ، فیزیکدان آلمانی برنده نوبل (زاده ۱۹۳۹)
- ۱۲ آوریل
  - سرخیو پیتول، رمان‌نویس و مترجم اهل مکزیک (زاده ۱۹۳۳)
- ۱۳ آوریل
  - میلوش فورمن، کارگردان اهل جمهوری چک (زاده ۱۹۳۲)
- ۱۵ آوریل
  - آر لی ارمی، بازیگر آمریکایی (زاده ۱۹۴۴)
  - مایکل هلیدی، زبان‌شناس بریتانیایی (زاده ۱۹۲۵)
- ۱۶ آوریل
  - چوی یون هی، بازیگر اهل کره جنوبی (زاده ۱۹۲۶)
- ۱۷ آوریل
  - باربارا بوش، بانوی اول ایالات متحده آمریکا (زاده ۱۹۲۵)
- ۱۹ آوریل
  - ولادیمیر لیاخوف، فضانورد اهل اوکراین شوروی (زاده ۱۹۴۱)
- ۲۰ آوریل
  - آویچی، دی‌جی سوئدی (زاده ۱۹۸۹)
  - روی بنتلی، فوتبالیست اهل انگلستان (زاده ۱۹۲۴)
- ۲۱ آوریل
  - نبی تاجیما، ابر صدساله ژاپنی (زاده ۱۹۰۰)
  - ورن ترویر، هنرپیشه اهل ایالات متحده آمریکا (زاده ۱۹۶۹)
- ۲۴ آوریل
  - آنری میشل، فوتبالیست و مربی فرانسوی (زاده ۱۹۴۷)
- ۲۵ آوریل
  - عباس عطار، عکاس ایرانی (زاده ۱۹۴۴)
  - مایکل اندرسون، کارگردان اهل بریتانیا (زاده ۱۹۲۰)
- ۲۶ آوریل
  - یوشینوبو ایشی، فوتبالیست ژاپنی (زاده ۱۹۳۹)
  - جانفرانکو پارولینی، کارگردان اهل ایتالیا (زاده ۱۹۲۵)

### مه
- ۴ مه

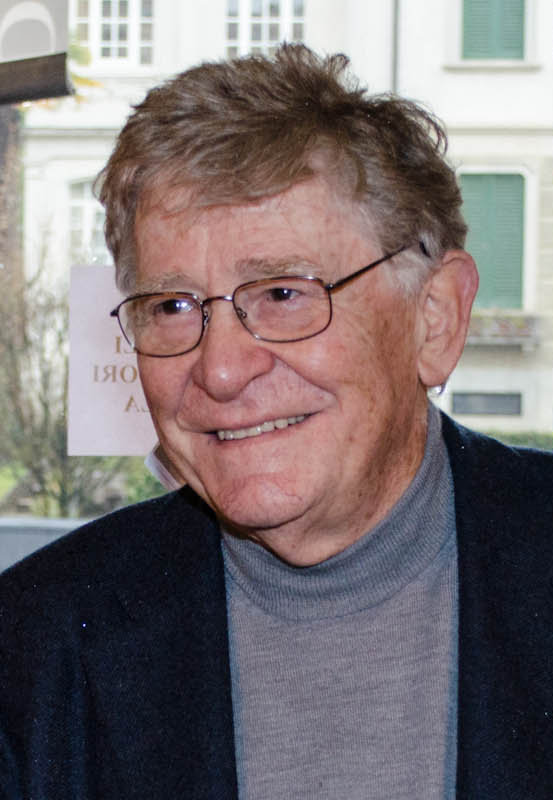
ارمانو اولمی

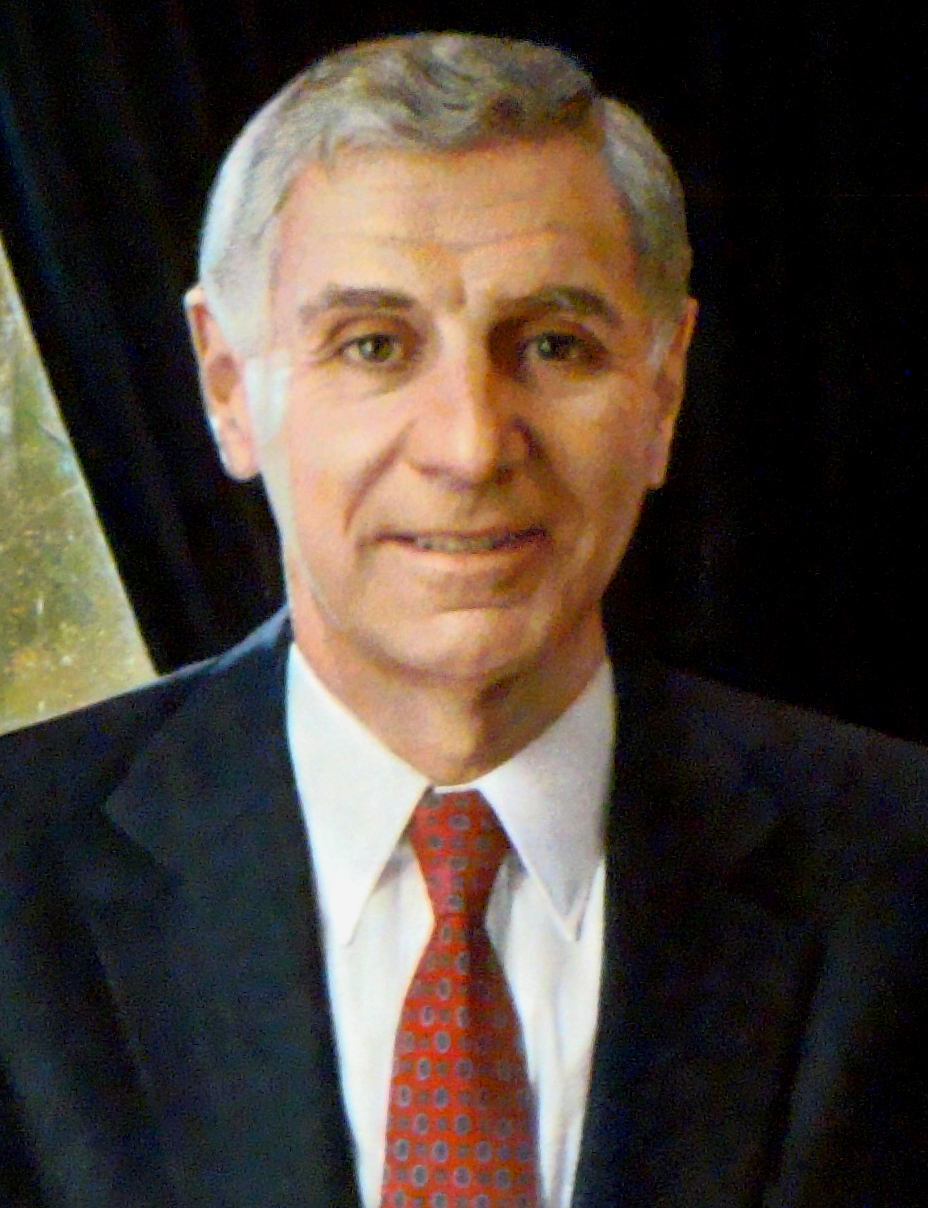
جرج دکمجیان

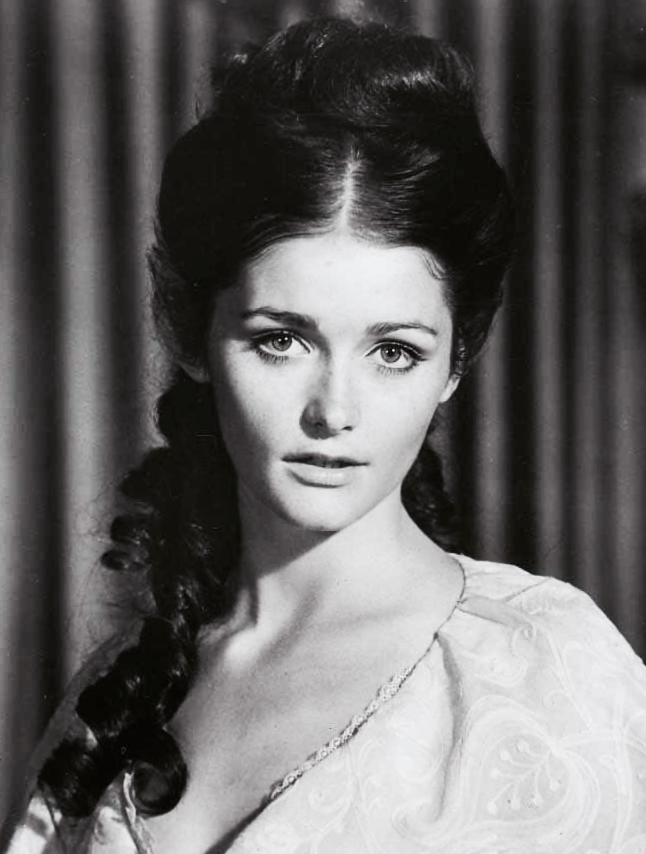
مارگو کیدر

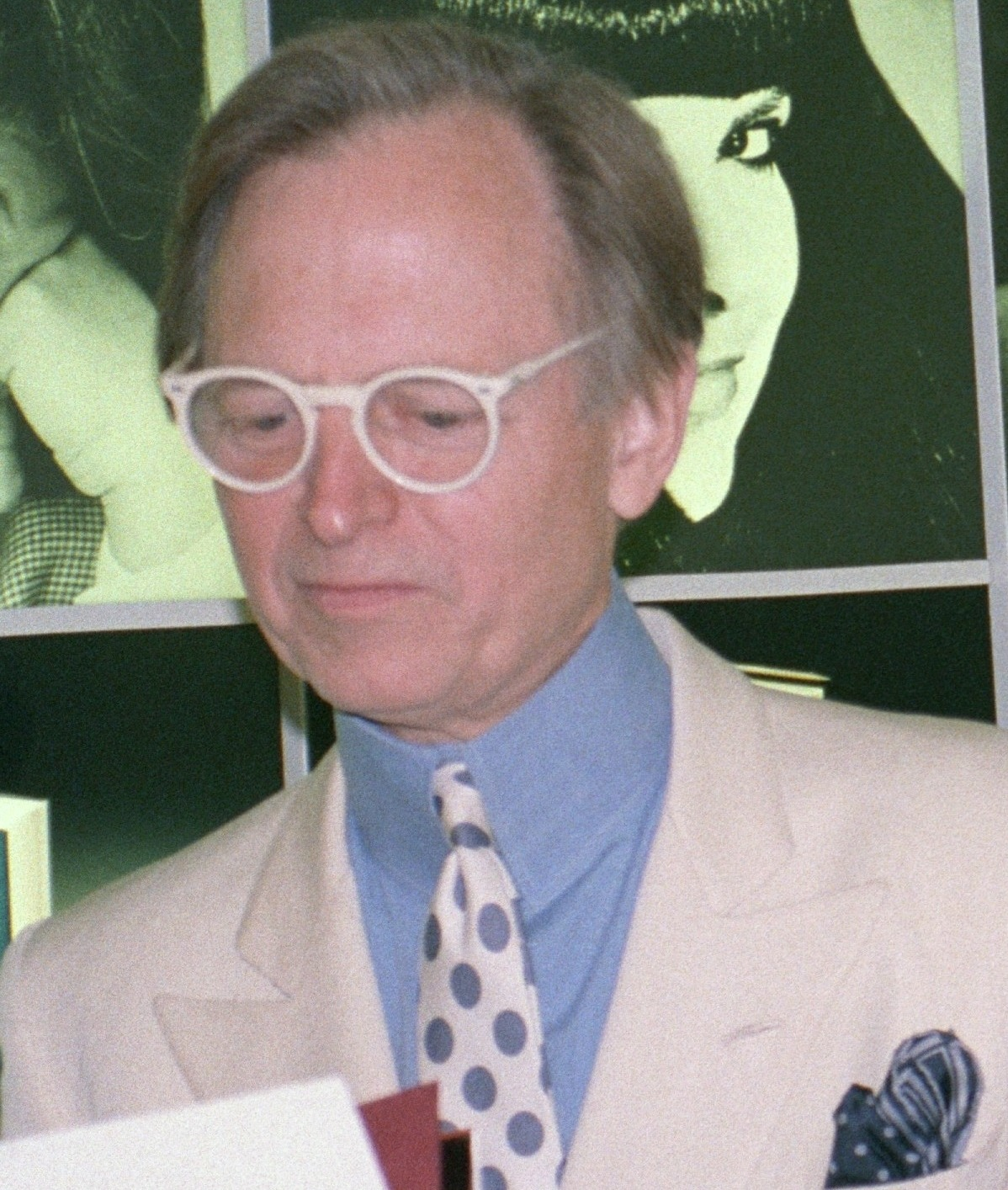
تام وولف

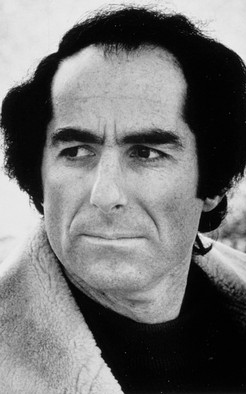
فیلیپ راث

ناصر ملک‌مطیعی

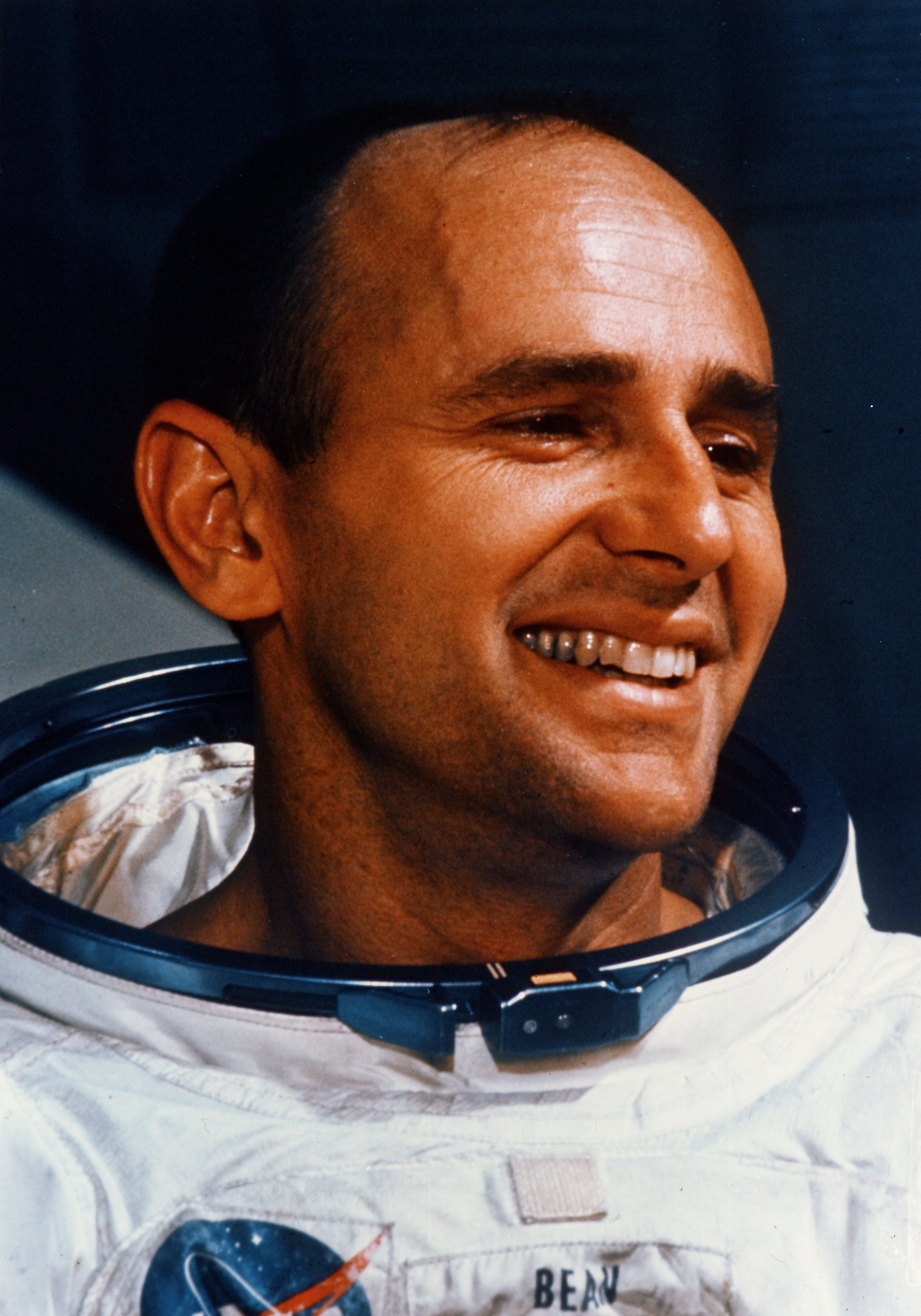
آلن بین

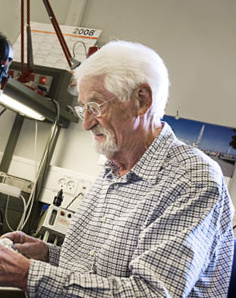
جینس اسکو

  - رناته دررستین، نویسنده، خبرنگار و فمینیست هلندی (زادهٔ ۱۹۵۴)
  - ناصر چشم‌آذر، آهنگساز و موسیقیدان ایرانی (زادهٔ ۱۹۵۰)
- ۵ مه
  - ارمانو اولمی، کارگردان و فیلم‌نامه‌نویس ایتالیایی (زادهٔ ۱۹۳۱)
- ۸ مه
  - جرج دکمجیان، سیاست‌مدار اهل ایالات متحده آمریکا (زادهٔ ۱۹۲۸)
  - آن وی. کوتس، تدوین‌گر اهل بریتانیا (زادهٔ ۱۹۲۵)
- ۱۰ مه
  - دیوید گودهال، دانشمند بریتانیایی-استرالیایی (زاده ۱۹۱۴)
- ۱۱ مه
  - ژرار ژنت، منتقد ادبی فرانسوی (زاده ۱۹۳۰)
- ۱۲ مه
  - تسا جاول، سیاست‌مدار اهل بریتانیا (زاده ۱۹۴۷)
  - آنتونیو مرسرو، کارگردان و فیلم‌نامه‌نویس اهل اسپانیا (زاده ۱۹۳۶)
- ۱۳ مه
  - مارگو کیدر، هنرپیشه کانادایی-آمریکایی (زاده ۱۹۴۸)
- ۱۴ مه
  - الین اس. ادواردز، سیاست‌مدار اهل ایالات متحده آمریکا (زاده ۱۹۲۹)
  - ای سی جورج سودارشان، دانشمند فیزیک نظری اهل هند (زاده ۱۹۳۱)
  - تام وولف، نویسنده و خبرنگار اهل ایالات متحده آمریکا (زاده ۱۹۳۰)
- ۱۵ مه
  - جی‌لوید ساموئل، فوتبالیست اهل ترینیداد و توباگو (زاده ۱۹۸۱)
  - ری ویلسون، فوتبالیست اهل کشور انگلستان (زاده ۱۹۳۴)
- ۱۶ مه
  - ژوزف کامپانلا، هنرپیشه اهل ایالات متحده آمریکا (زاده ۱۹۲۴)
  - لوچیان پینتیلیه، کارگردان فیلم اهل رومانی (زاده ۱۹۳۳)
- ۱۷ مه
  - ریچارد پایپس، استاد دانشگاه و تاریخ‌نگار لهستانی-آمریکایی (زاده ۱۹۲۳)
- ۱۹ مه
  - رابرت ایندیانا، هنرمند پاپ اهل ایالات متحده آمریکا (زاده ۱۹۲۸)
  - برنارد لوئیس، تاریخ‌نگار بریتانیایی-آمریکایی (زاده ۱۹۱۶)
- ۲۰ مه
  - پاترسیا موریسون، هنرپیشه اهل ایالات متحده آمریکا (زاده ۱۹۱۵)
- ۲۱ مه
  - آنا-ماریا فررو، هنرپیشه اهل ایتالیا (زاده ۱۹۳۴)
  - کلینت واکر، هنرپیشه اهل ایالات متحده آمریکا (زاده ۱۹۲۷)
- ۲۲ مه
  - فیلیپ راث، نویسنده آمریکایی (زاده ۱۹۳۳)
- ۲۴ مه
  - جری مارن، هنرپیشه اهل ایالات متحده آمریکا (زاده ۱۹۲۰)
- ۲۵ مه
  - ناصر ملک‌مطیعی، بازیگر ایرانی (زاده ۱۹۳۰)
- ۲۶ مه
  - آلن بین، فضانورد آمریکایی (زاده ۱۹۳۲)
  - تد دبنی، مهندس و دانشمند رایانه اهل ایالات متحده آمریکا (زادهٔ ۱۹۳۷)
  - راجر پیانتونی، فوتبالیست فرانسوی (زادهٔ ۱۹۳۱)
- ۲۷ مه
  - علی لطفی محمود، چهل و چهارمین نخست‌وزیر مصر (زاده ۱۹۳۵)
  - دونالد اچ پیترسن، فضانورد اهل ایالات متحده آمریکا (زاده ۱۹۳۳)
- ۲۸ مه
  - سرژ داسو، سیاست‌مدار و سرمایه‌گذار فرانسوی (زاده ۱۹۲۵)
  - جینس اسکو، شیمیدان دانمارکی برنده نوبل (زاده ۱۹۱۸)
  - اولا اولستن، بیست و هشتمین نخست‌وزیر سوئد (زاده ۱۹۳۱)

### اوت
- ۱۵ اوت – آجیت وادکار، بازیکن کریکت اهل هند (ز. ۱۹۴۱)